# Claude Monet
Oscar Claude Monet (wym. [klod mɔnɛ]; ur. 14 listopada 1840 w Paryżu, zm. 5 grudnia 1926 w Giverny) – francuski malarz, jeden z twórców i czołowych przedstawicieli impresjonizmu.

## Życiorys
Kiedy miał pięć lat, jego rodzina przeprowadziła się z Paryża do Hawru. Jego ojciec chciał, aby zajął się rodzinnym interesem, czyli ich sklepem, lecz Claude Monet wolał zostać malarzem. Początkowo odnosił sukcesy wykonując karykatury, co było również źródłem dochodów artysty. W Hawrze zetknął się w roku 1858 z Eugène Boudinem, który stał się jego pierwszym nauczycielem i zachęcił go do uprawiania malarstwa plenerowego. Wkrótce udał się do Paryża, by uczyć się w Académie Suisse, gdzie poznał Pissarro.
W 1861 roku został wcielony do wojska i wysłany do Maroka. Jak przyznał później, tamtejsze pejzaże przygotowały go do impresjonizmu. W roku 1862, po powrocie ze służby wojskowej, studiował w atelier Charles’a Gleyre’a, gdzie poznał Auguste’a Renoira, Alfreda Sisleya i Frédérica Bazille’a. Wiosną 1863 roku wyjechał wraz z nimi do Barbizon, miejscowości słynącej z faktu, że w jej okolicach działała grupa malarzy pejzażystów. Z Renoirem połączyła Moneta przyjaźń na całe życie i stworzony wspólnie kierunek w malarstwie – impresjonizm. Po zamknięciu pracowni przez Gleyre’a w 1864 roku Monet wyjechał do Honfleur, gdzie przebywał kilka miesięcy. W tym czasie pogorszyły się znacząco stosunki malarza z ojcem, na co duży wpływ miała decyzja Moneta, by wbrew woli ojca zostać profesjonalnym malarzem.
Monet utrzymywał kontakty z licznymi malarzami: Sisleyem, Bazillem czy Jongkindem. Razem malowali i wyjeżdżali na plenery (malowanie w plenerze, w naturalnym oświetleniu było nowatorskie i charakterystyczne dla impresjonistów). W tym czasie powstało jego płótno Kobiety w ogrodzie (1866-1867).
8 sierpnia 1867 roku urodził mu się syn Jean. W tym czasie Monet borykał się z materialnymi problemami, które doprowadziły go do głębokiego załamania psychicznego i próby samobójczej. 28 czerwca 1870 roku poślubił Camille Doncieux. W sierpniu tego samego roku artysta, zostawiając we Francji żonę i syna pod opieką swojego dawnego mistrza Eugène Boudina zdecydował się na wyjazd do Londynu, co spowodowane było wybuchem wojny francusko-pruskiej. W Anglii Monet zainteresował się malarstwem Williama Turnera i Johna Constable’a. Właśnie w Londynie Monet miał swoją pierwszą indywidualną wystawę (1883). W roku 1871 przebywał w Holandii. W grudniu 1871 roku zamieszkał w Argenteuil. Dzięki pomocy marszanda Paula Duranda-Ruela, który zakupił w 1872 roku 29 płócien artysty, znacznie poprawił się poziom życia Moneta. Odzyskał równowagę wewnętrzną i mógł skupić się na kształtowaniu własnego stylu. Kupił łódkę, na której zbudował atelier, dzięki czemu mógł pracować na wodzie, która fascynowała go jako temat obrazów. Często portretował również żonę i syna.
W 1872 powstał obraz Impresja, wschód słońca (fr. Impression, soleil levant), który został publicznie zaprezentowany w 1874 na wystawie w Atelier Nadara i nadał nazwę późniejszemu kierunkowi malarstwa.
W 1874 roku, w związku z kłopotami finansowymi marszanda Moneta, ponownie pogorszyła się i jego sytuacja materialna. Korzystał w tym czasie z pomocy finansowej Maneta. Ze względu na negatywną ocenę impresjonistycznego malarstwa Monet sprzedawał niewiele obrazów. W 1875 roku wraz z Morisot, Renoirem i Sisleyem zorganizował w Hotelu Drouot aukcję obrazów, która zakończyła się antyimpresjonistycznym wystąpieniem, w związku z czym musiała interweniować policja.
5 września 1879 roku zmarła żona artysty. Na jej leczenie wydał prawie wszystkie pieniądze, co jednak nie poprawiło stanu jej zdrowia. Wszystko to ponownie doprowadziło Moneta do depresji.

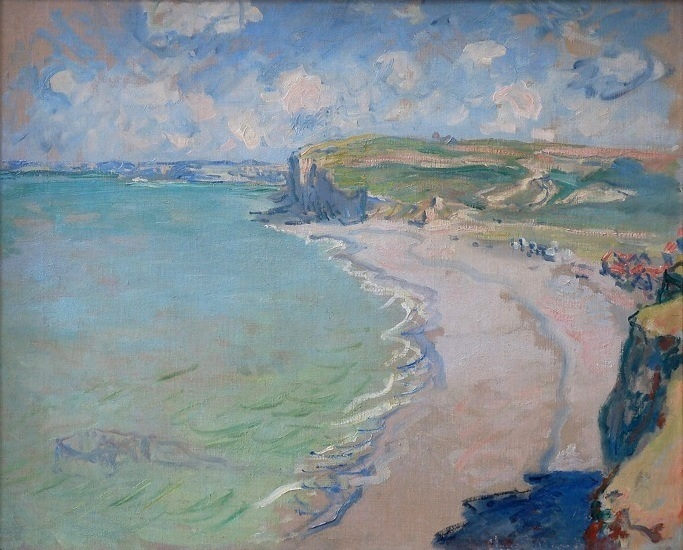
Plaża w Pourville, 1882, 60 x 73 cm, Muzeum Narodowe w Poznaniu

Od roku 1883 zamieszkał w Giverny, gdzie chciał odizolować się od ludzi. Nowe miejsce zamieszkania bardzo pozytywnie wpłynęło na jego samopoczucie. Złożył też wizytę Paulowi Cézanne’owi w L’Estaque, kilka miesięcy spędził w Bordighera. Był to dobry okres w życiu Moneta. Powoli zmieniało się nastawienie krytyków do jego twórczości, rosła sprzedaż jego obrazów.
W 1891 roku zmarł Ernest Hoschedé, kolekcjoner, który kupił wiele obrazów artysty. W lipcu 1892 roku Monet poślubił wdowę po nim, Alice, z którą prawdopodobnie już wcześniej miał romans. Rozpoczął się wspaniały okres w życiu Moneta, obfitujący również w sukcesy zawodowe. W dalszym ciągu rozwijał swoje poszukiwania kolorystyczne, tworząc serie obrazów przedstawiających ten sam motyw o różnych porach dnia i roku, w odmiennym oświetleniu: Japoński mostek, Stogi (1891), Topole (1892), Katedra w Rouen (1892-1895), widoki Londynu (Budynek Parlamentu w Londynie), Wenecji oraz Nenufary (1904). Monet zakupił duży obszar ziemi, gdzie stworzył swój ogród. Dodatkowo w sierpniu 1901 roku otrzymał pozwolenie na zmianę biegu rzeki Ru, co pozwoliło mu na zwiększenie stawu, gdzie mógł hodować ulubione przez niego nenufary, przedmiot całej serii dzieł malarskich jego autorstwa.
Pomimo kłopotów ze zdrowiem, takich jak zawroty głowy i przede wszystkim problemy ze wzrokiem, Monet wyjeżdżał do Londynu i Wenecji, gdzie również malował (powstały tam takie dzieła jak Parlament londyński, czy Pałac Dożów). W 1911 roku zmarła jego żona Alice, natomiast w 1914 – syn Jean. Kłopoty ze wzrokiem nasiliły się w 1918 roku, w 1923 malarz poddał się operacji usunięcia katarakty z prawego oka. W tych trudnych chwilach pewnym pocieszeniem było uznanie, jakim cieszyły się teraz dzieła artysty, także wśród osób, które w przeszłości nie ceniły jego sztuki.
Jego twórczość ewoluowała i coraz mniejsze znaczenie miała forma. Malarstwo Moneta zbliżało się do abstrakcji złożonej z barwnych plam. Najważniejsze dla niego stało się światło i wydobywany przez nie kolor. Jego dzieła stanowiły podłoże dla stworzenia pointylizmu przez Seurata.
Po operacji Monet musiał nosić okulary, dzięki którym mógł ukończyć ostatnie dzieło z cyklu Nenufary. Stwierdzono jednak u niego nieuleczalny nowotwór lewego oka. Monet zmarł 5 grudnia 1926 roku. Został pochowany na cmentarzu w Giverny.
W ciągu swojego długiego życia Monet osiągnął uznanie krytyków i publiczności oraz stabilizację finansową, a nawet doszedł do sporego majątku.
Jedynym obrazem Moneta w polskich zbiorach jest Plaża w Pourville – własność Muzeum Narodowego w Poznaniu.

## Galeria

### Wczesne prace

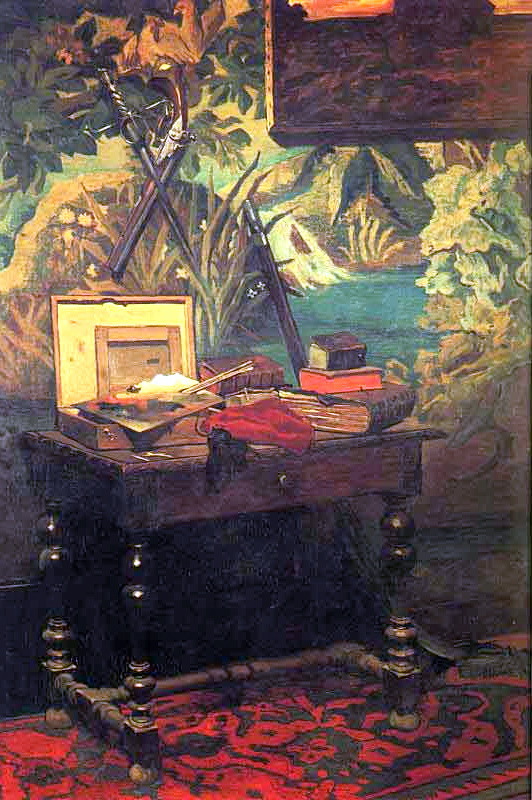
Pracownia artysty, 1861, 182 × 127 cm, Musée d’Orsay w Paryżu
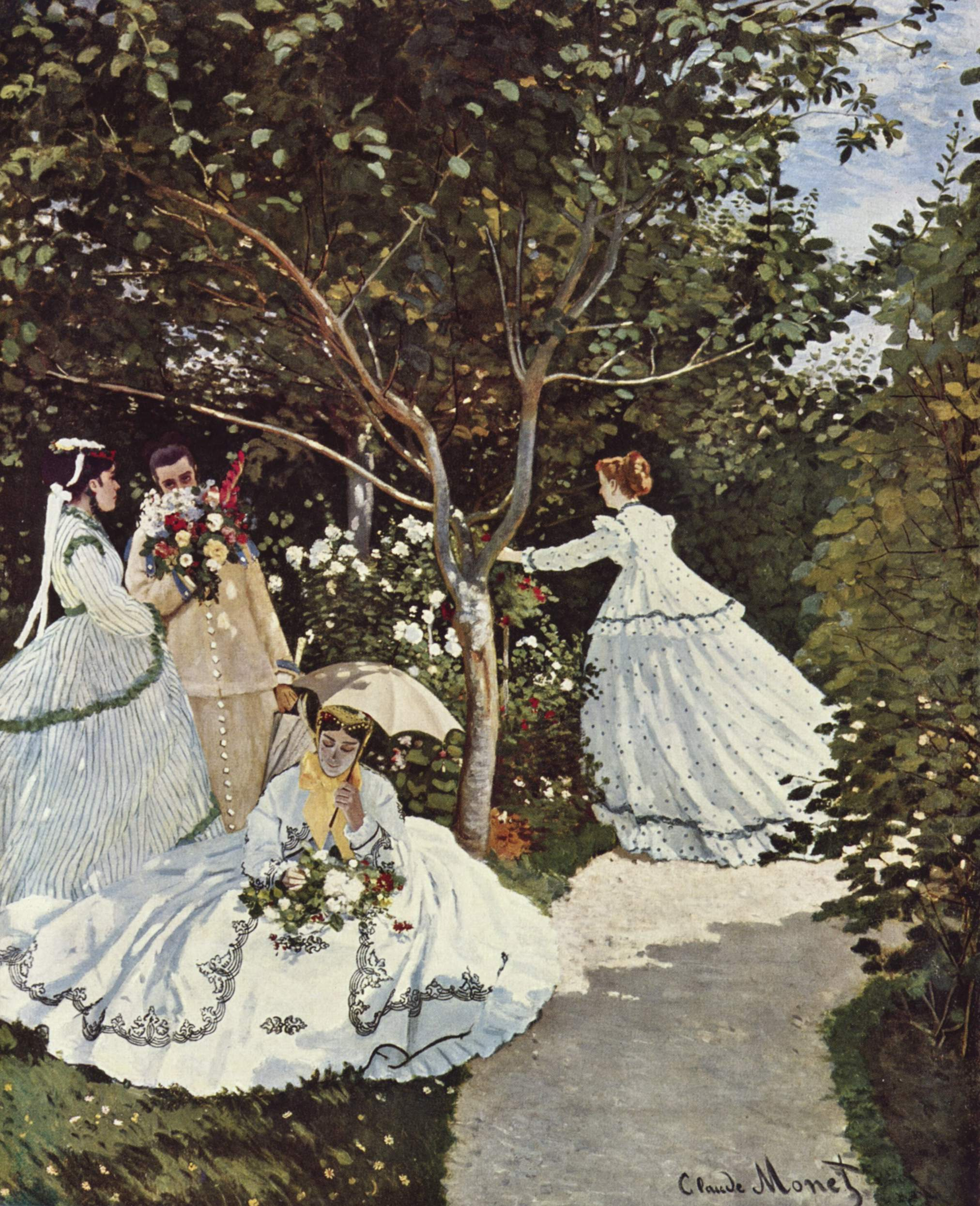
Kobiety w ogrodzie, 1866–1867, 255 × 205 cm, Musée d’Orsay w Paryżu
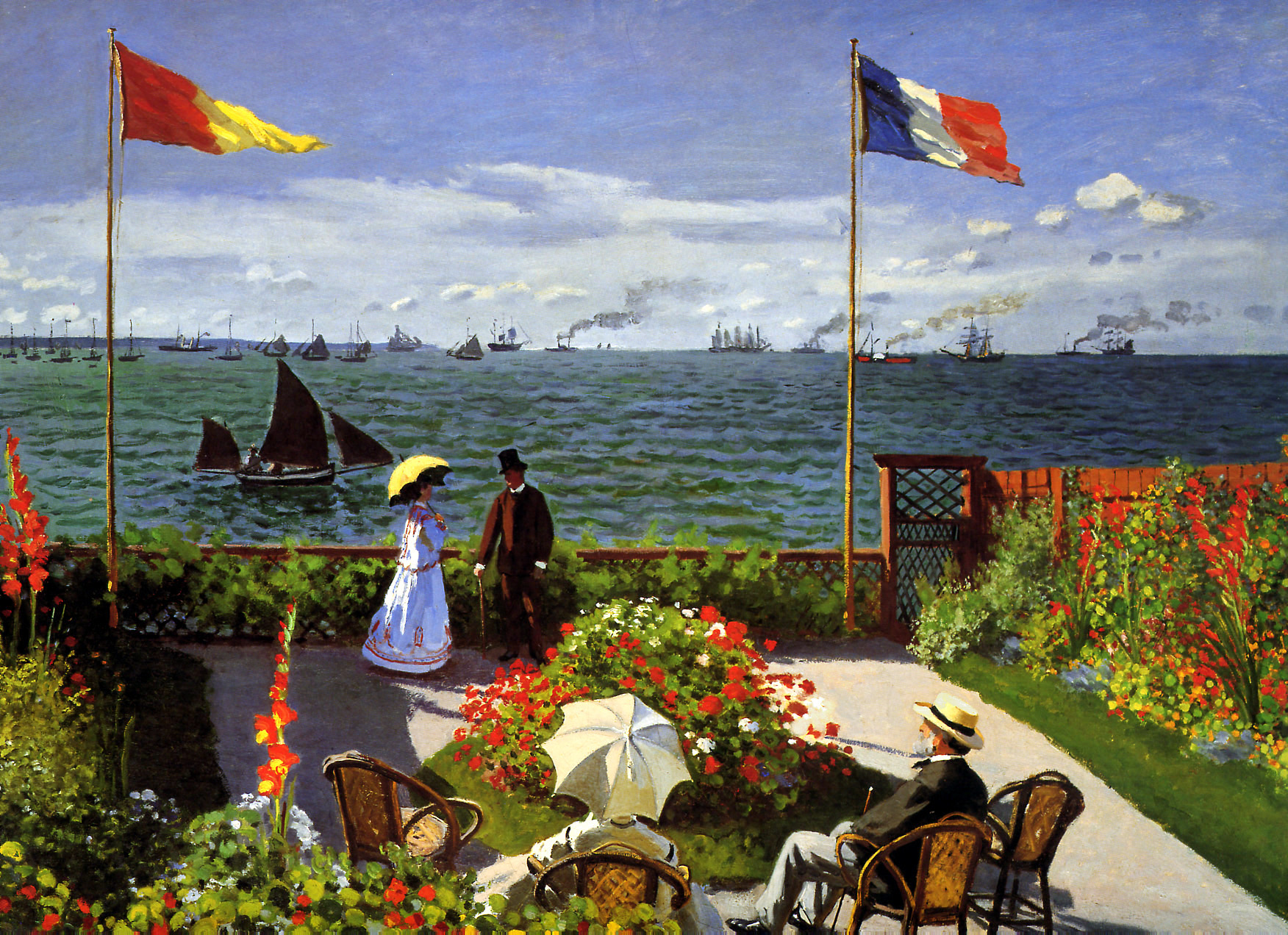
Ogród w Sainte-Adresse, 1867, 98 × 130 cm, Metropolitan Museum of Art w Nowym Jorku
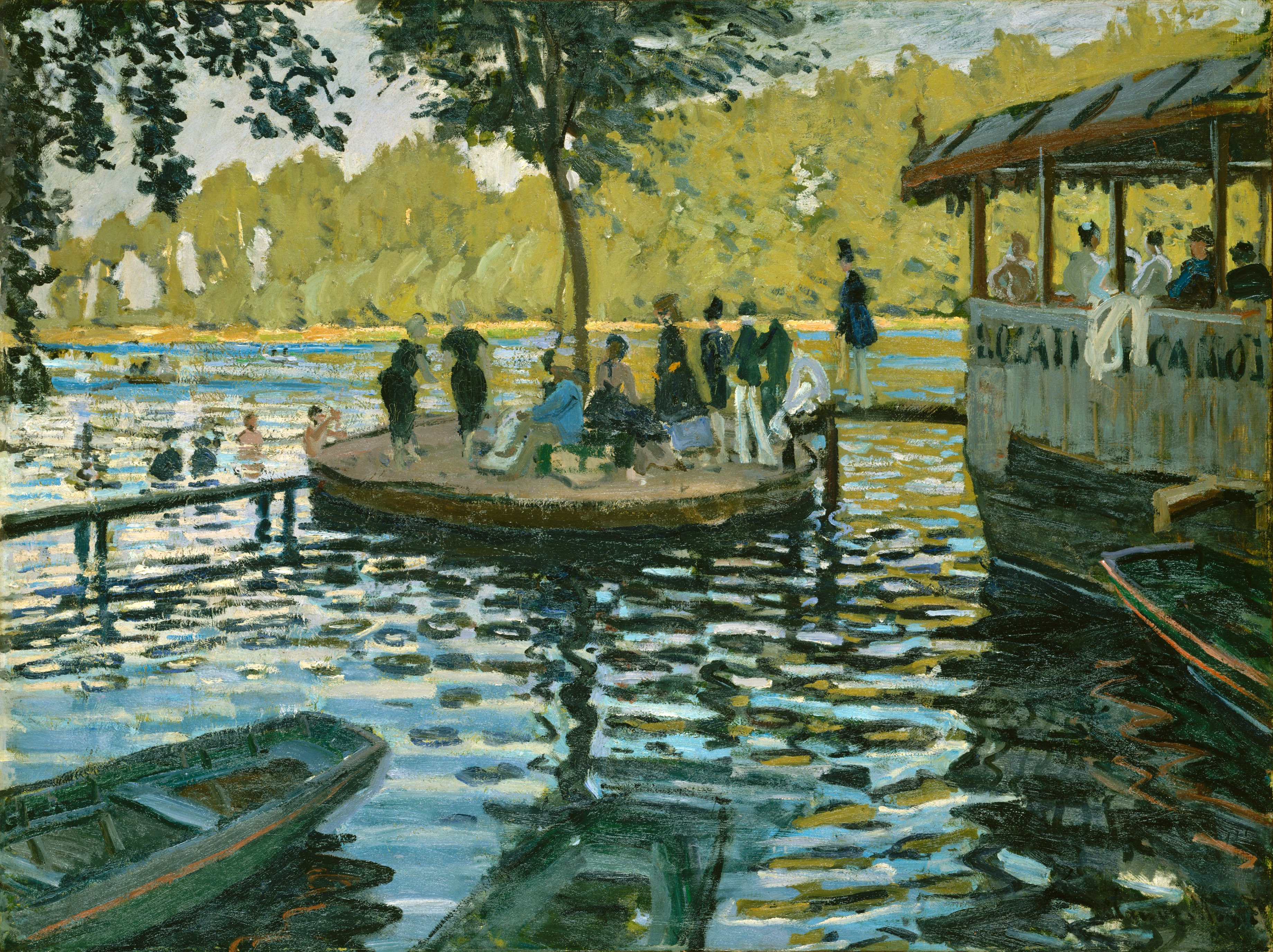
La Grenouillère, 1869, 74,6 × 99,7 cm, Metropolitan Museum of Art w Nowym Jorku
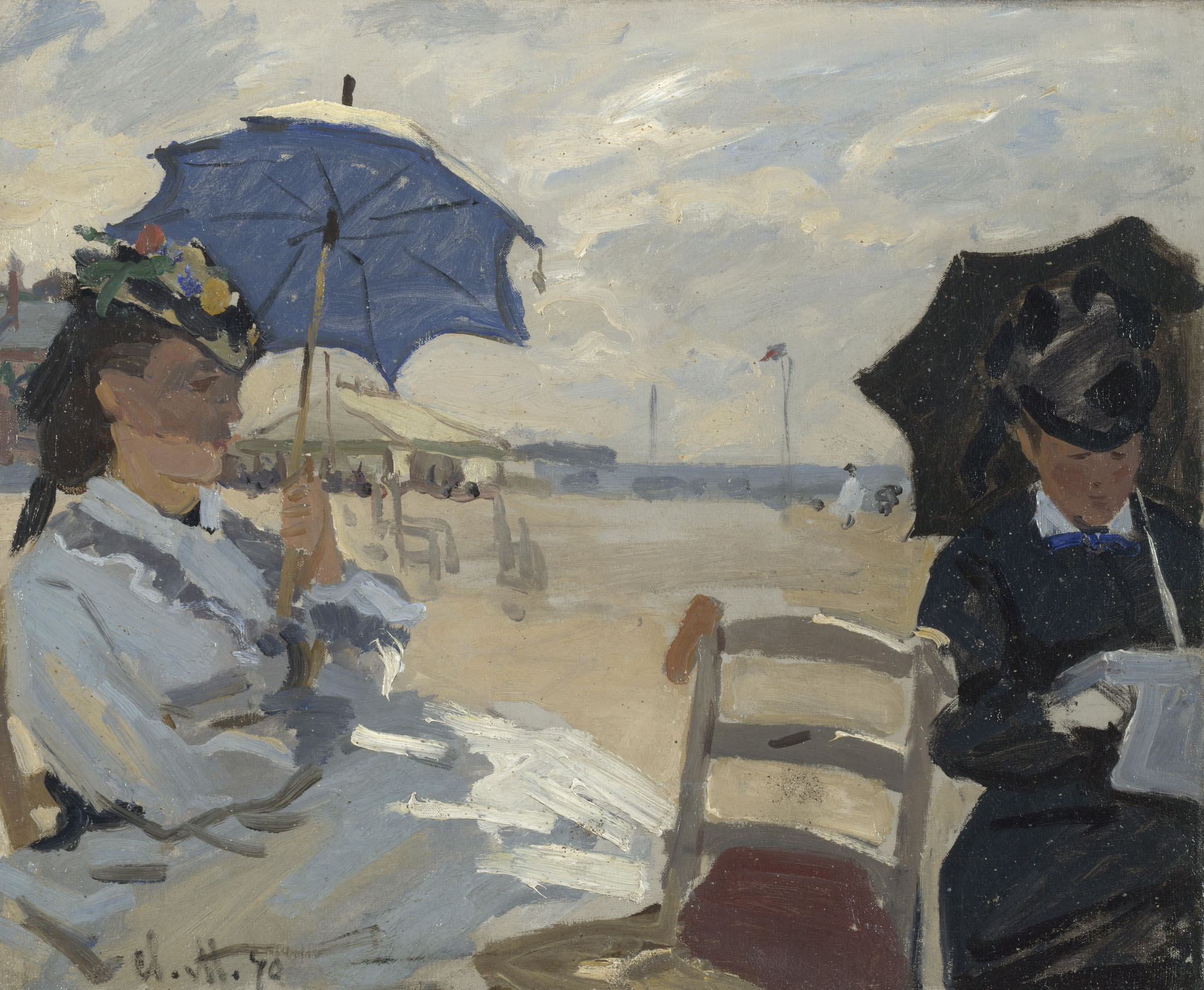
Plaża w Trouville, 1870, 38 × 46 cm, National Gallery w Londynie
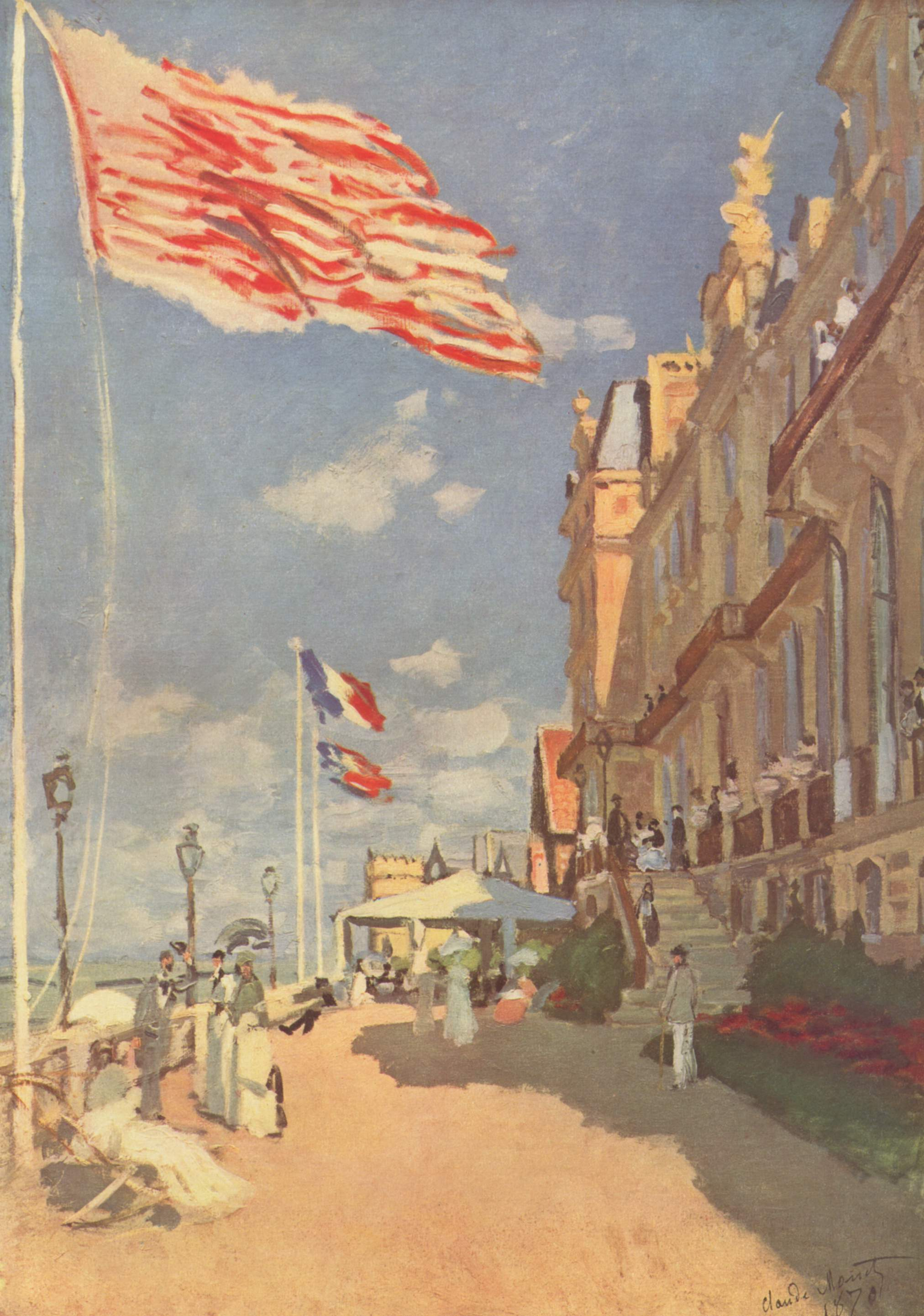
Hotel des Roches Noires, Trouville, 1870, 81 × 58,5 cm, Muzeum d’Orsay w Paryżu

### Prace impresjonistyczne

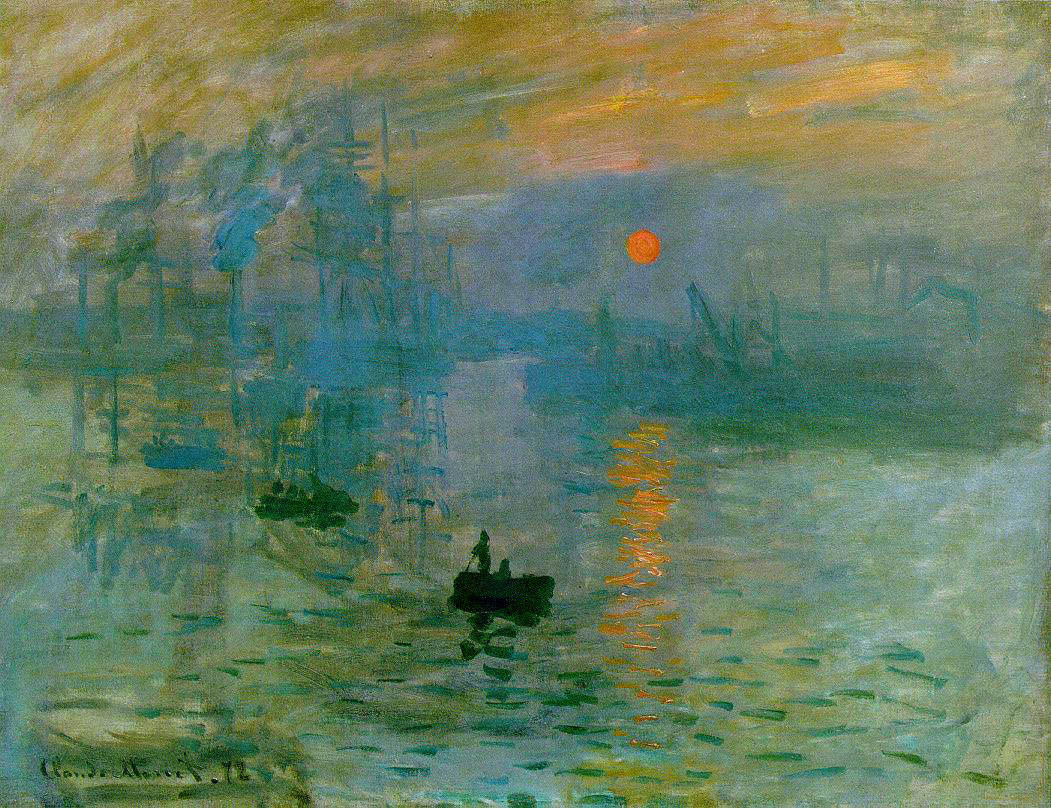
Impresja, wschód słońca, 1872, 48 × 63 cm, Museé Marmottan w Paryżu
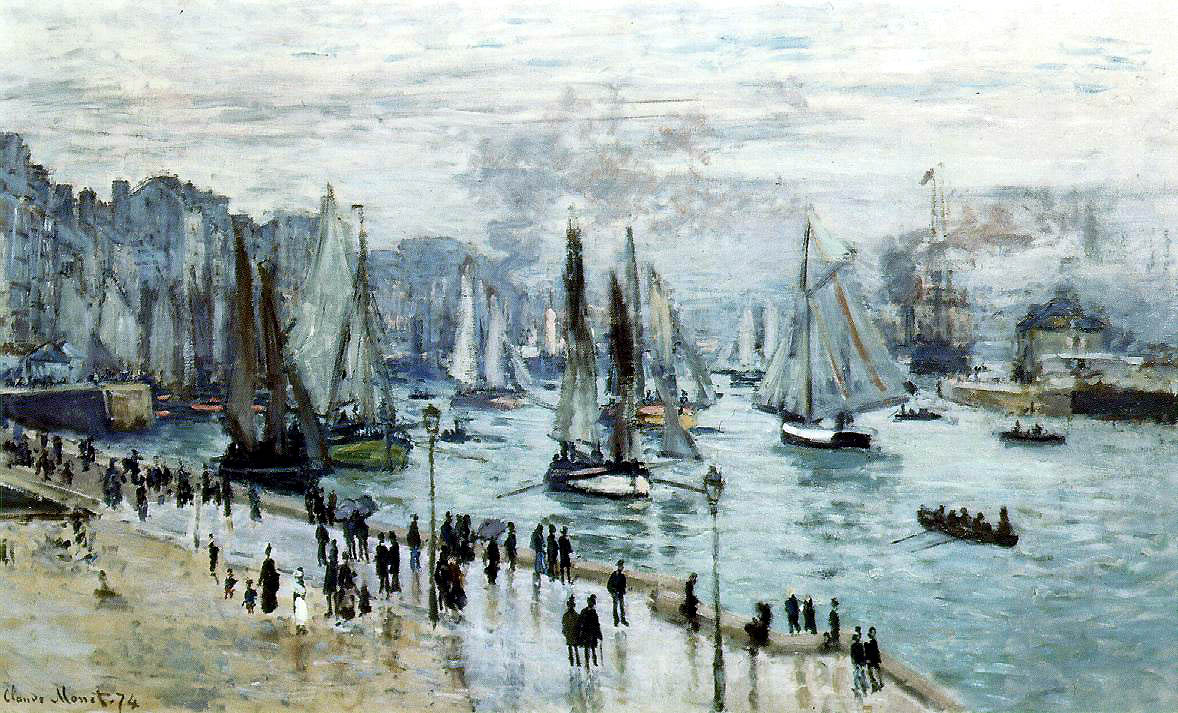
Łodzie rybackie wypływające z portu, 1874, 60 × 101 cm, kolekcja prywatna
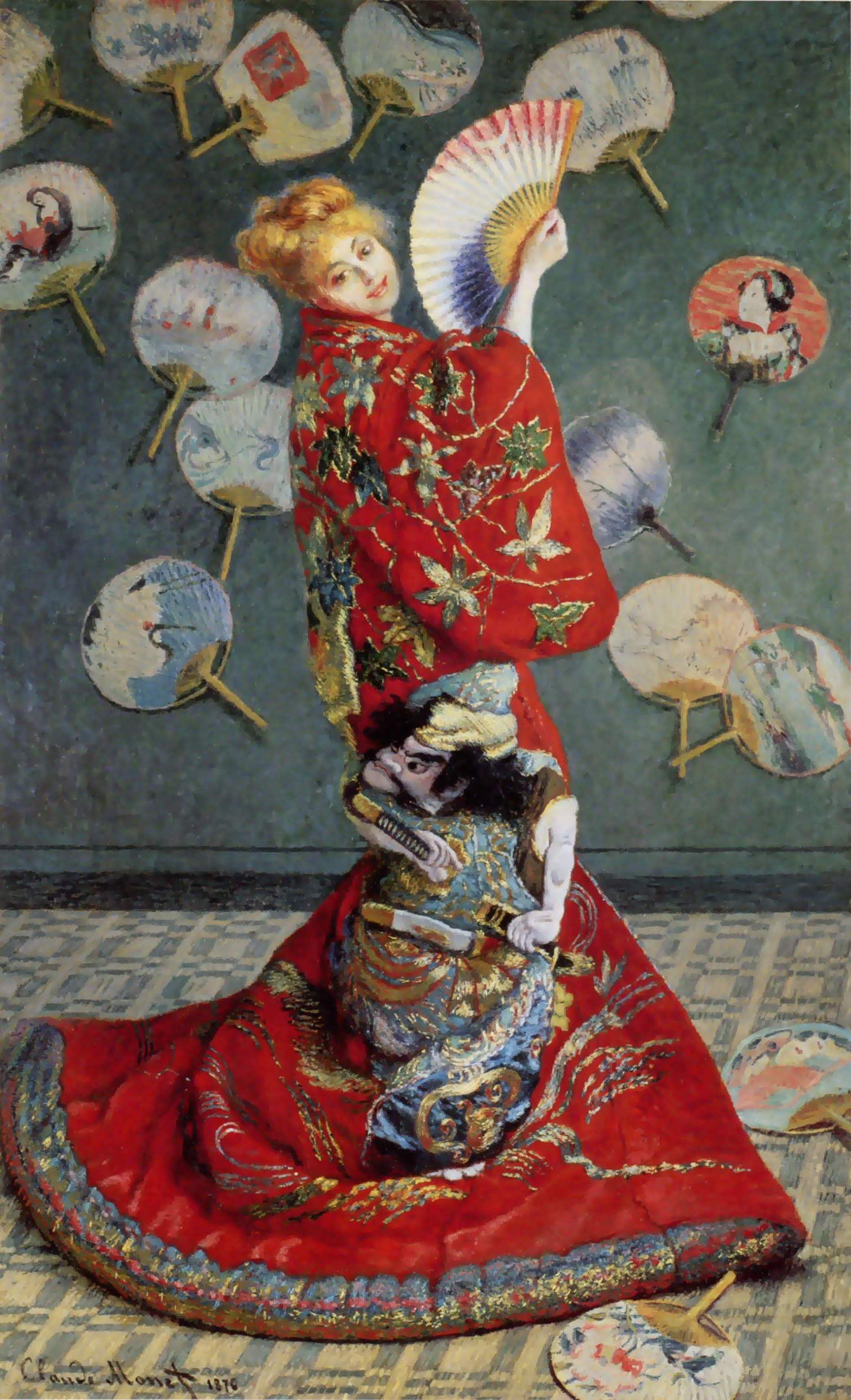
Pani Monet w stroju japońskim, 1876, Museum of Fine Arts w Bostonie
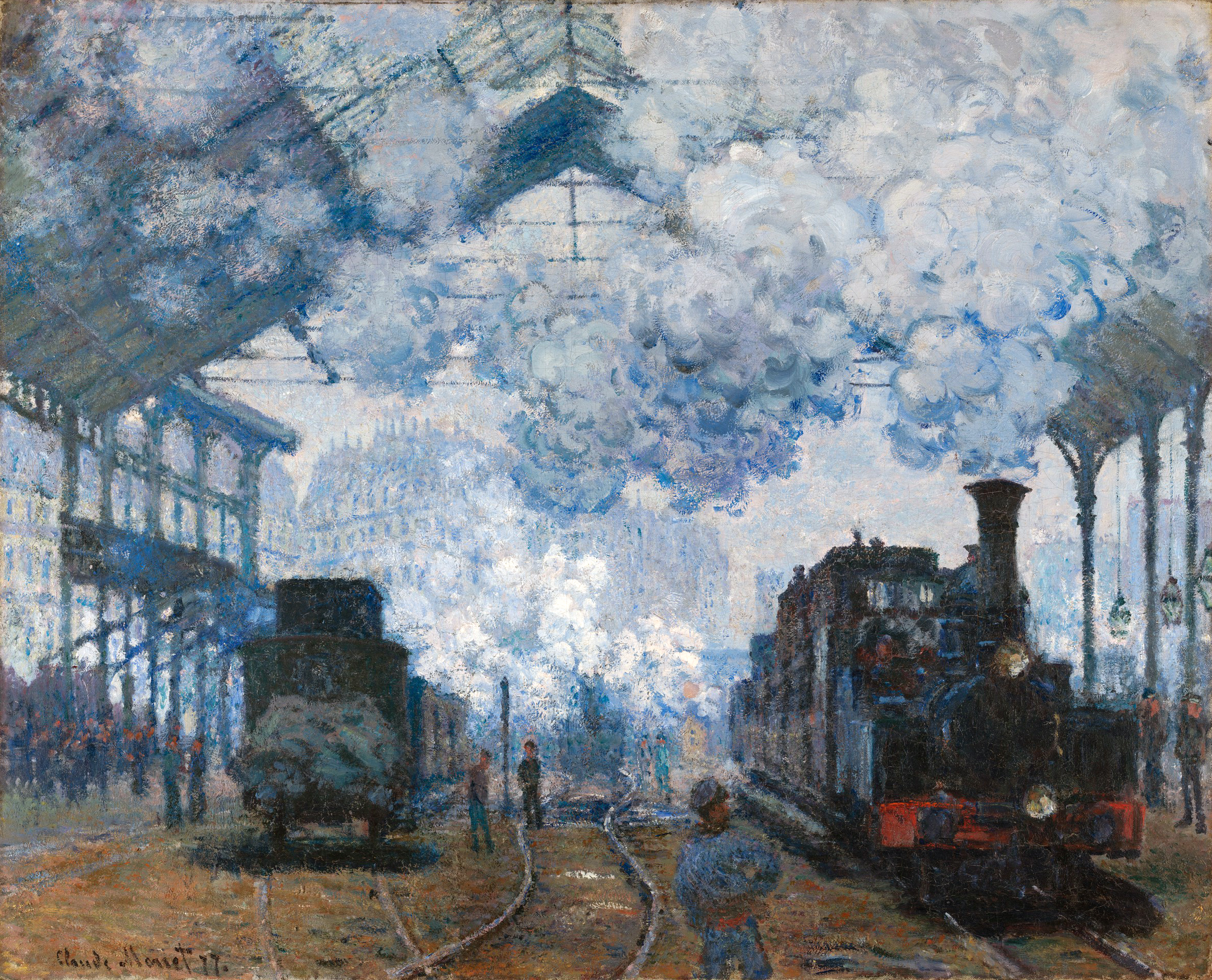
Dworzec Saint-Lazare, 1877, 80 × 98 cm, Fogg Museum w Cambridge (Stany Zjednoczone)
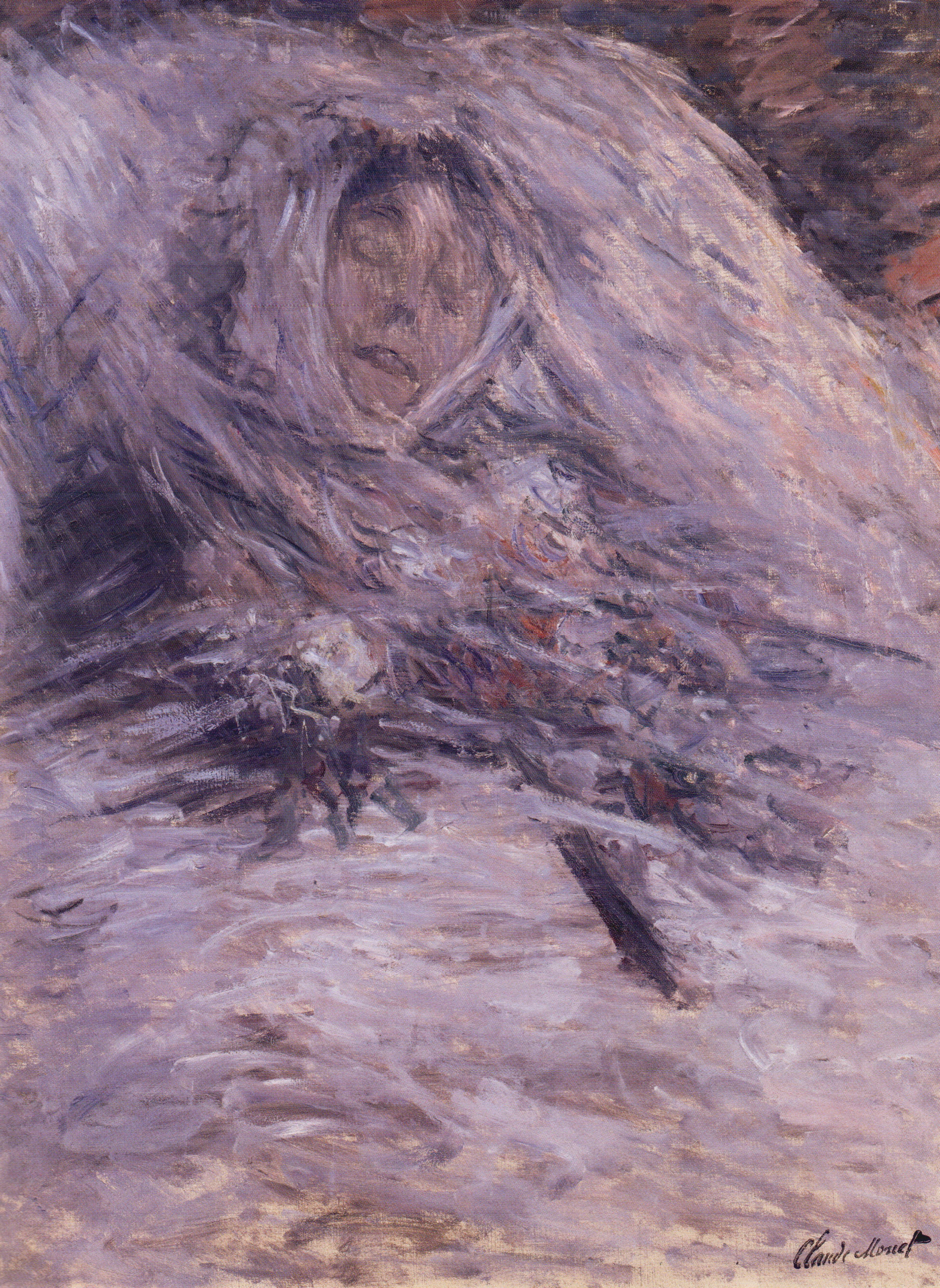
Camille na łożu śmierci, 1879, 90 × 68 cm, Muzeum d’Orsay w Paryżu
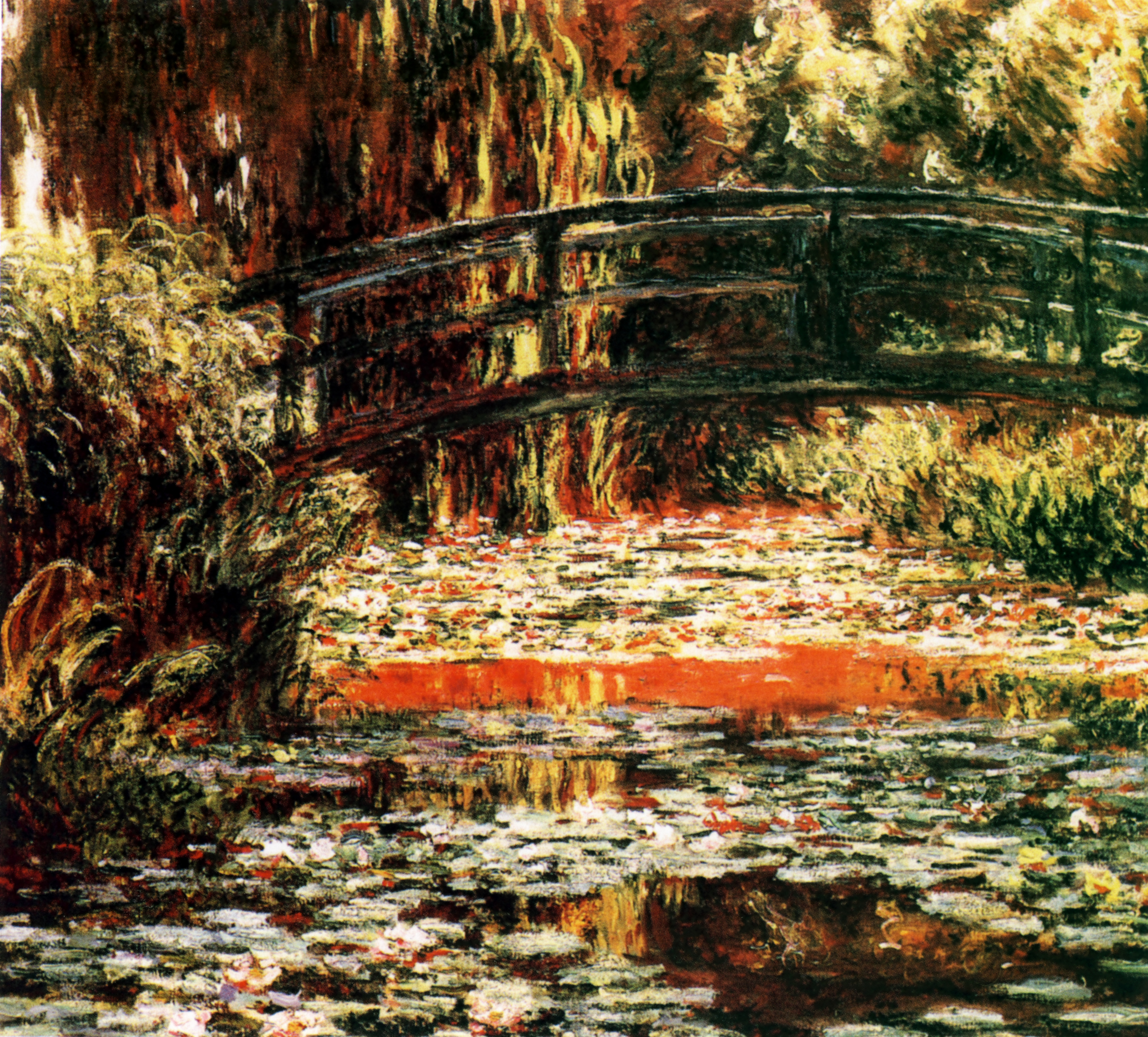
Japoński mostek w Giverny, 1890, 101x89,9, Art Institute, Chicago

### Katedra w Rouen

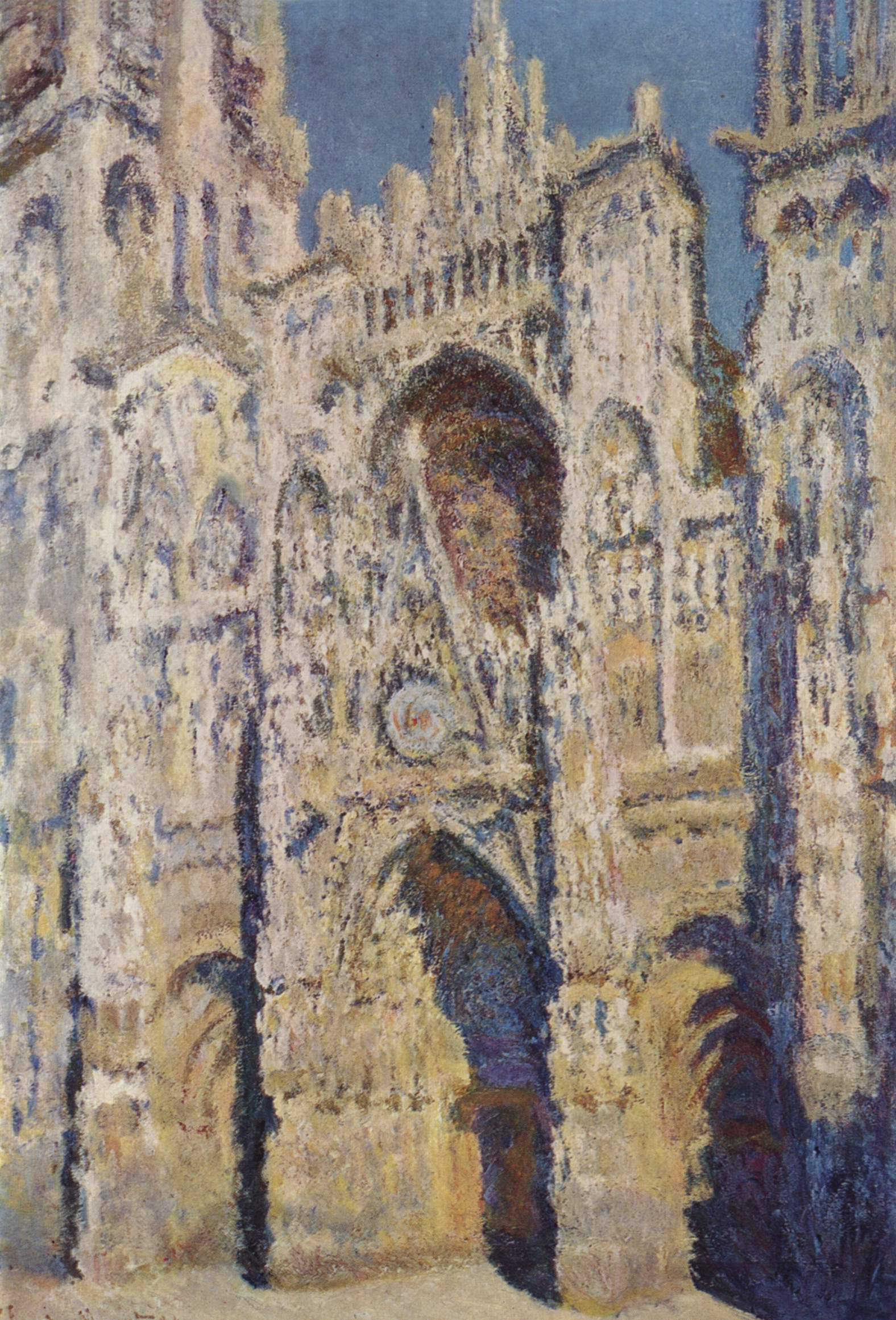
1893, 107 × 73 cm, Muzeum d’Orsay w Paryżu
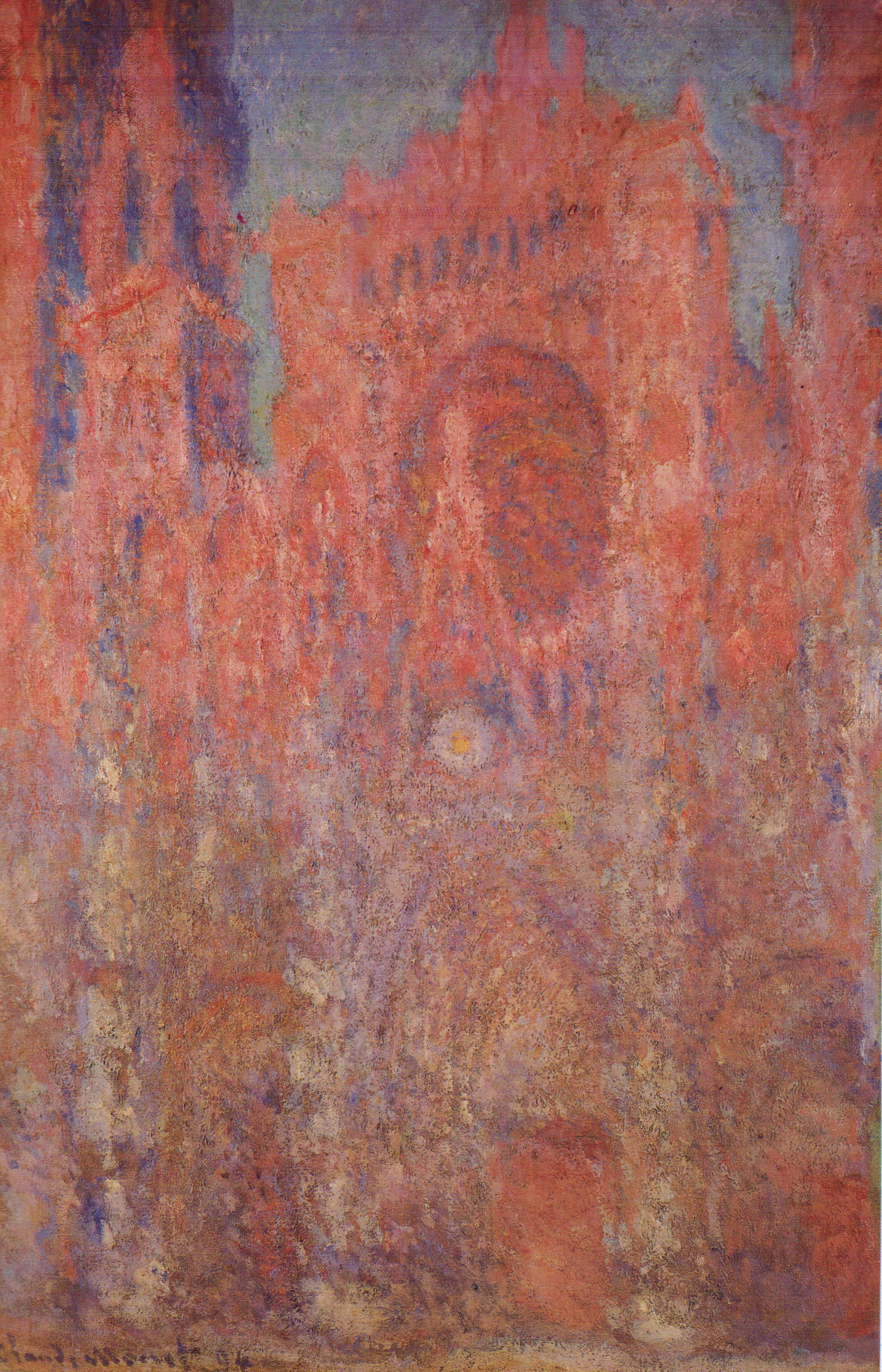
1892-1894, 100 × 65,1 cm, kolekcja prywatna
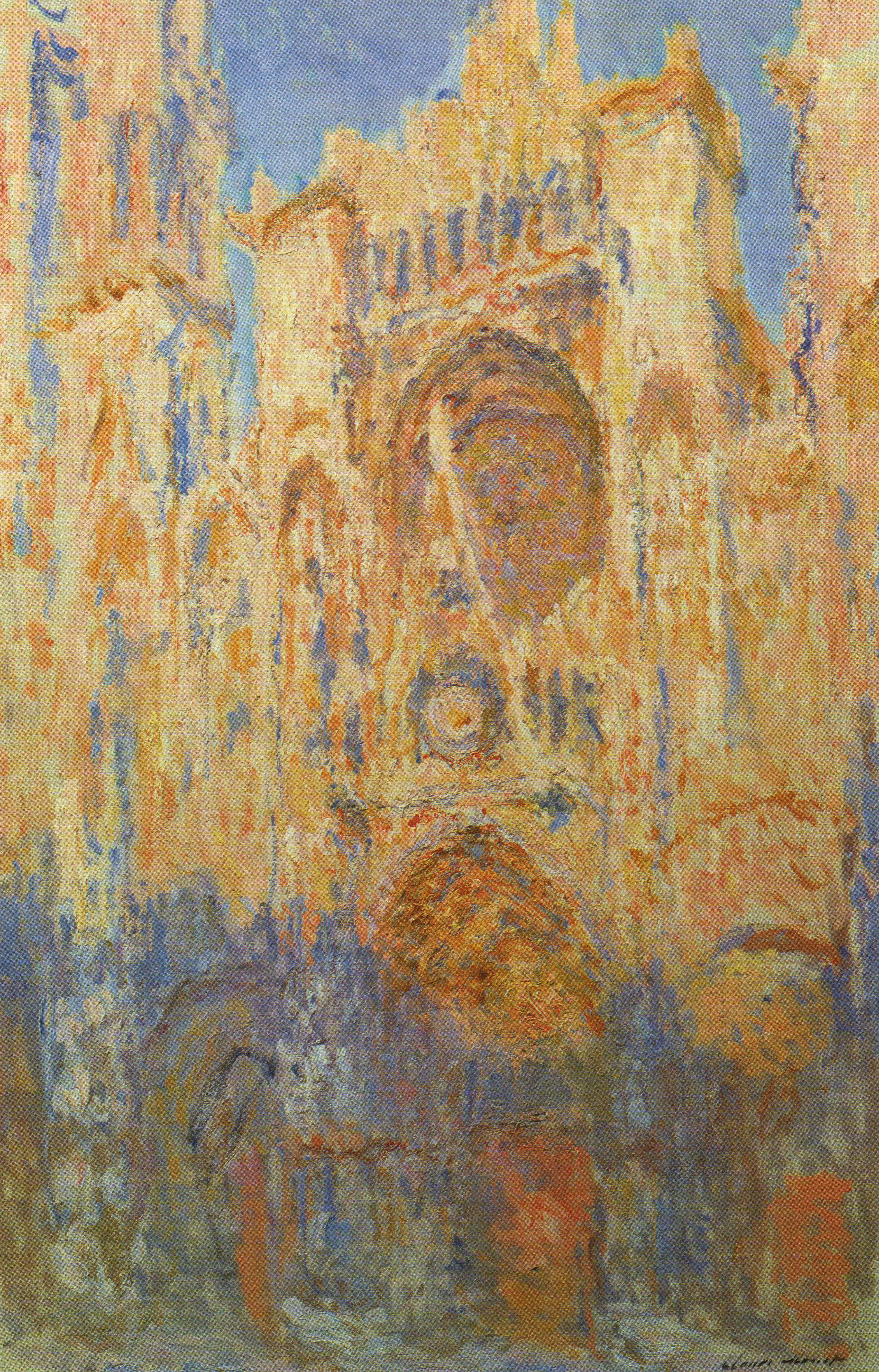
1892-1894, Musée Marmottan w Paryżu
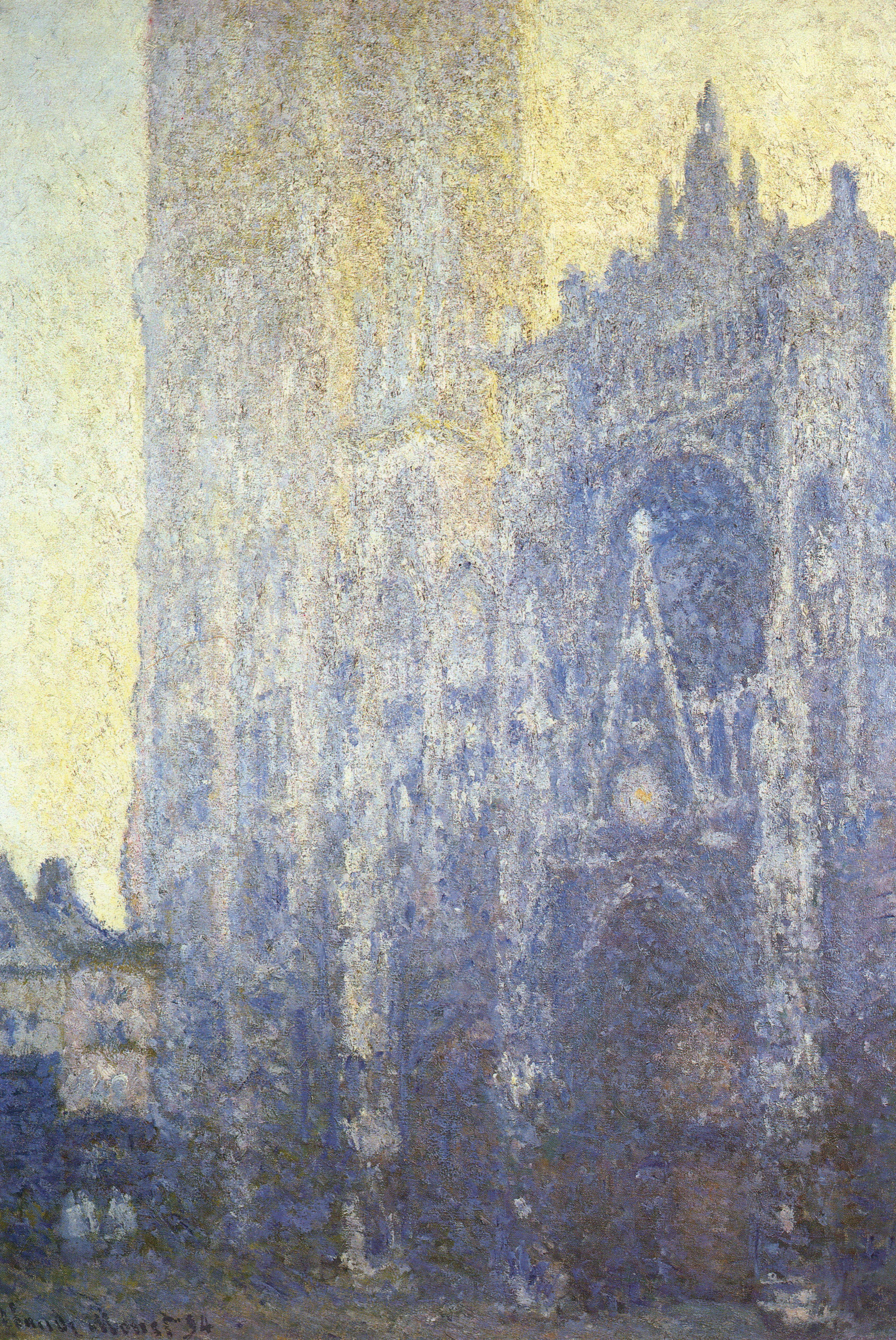
1894, 107 x 74 cm, Museum Beyeler w Riehen

### Nenufary (Lilie wodne)

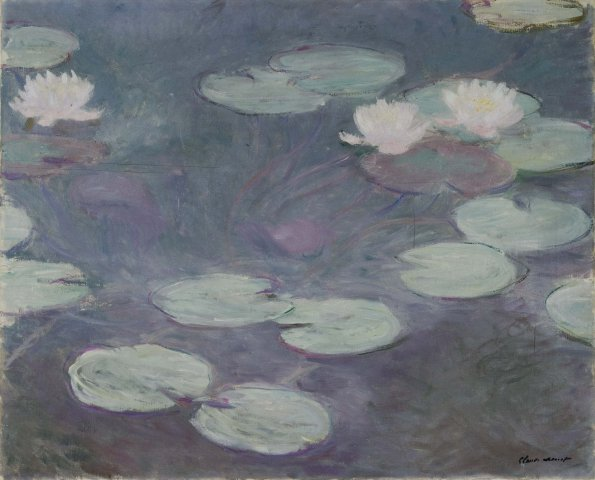
1897-99, 81 × 100 cm, Galleria Nazionale d’Arte Moderna w Rzymie
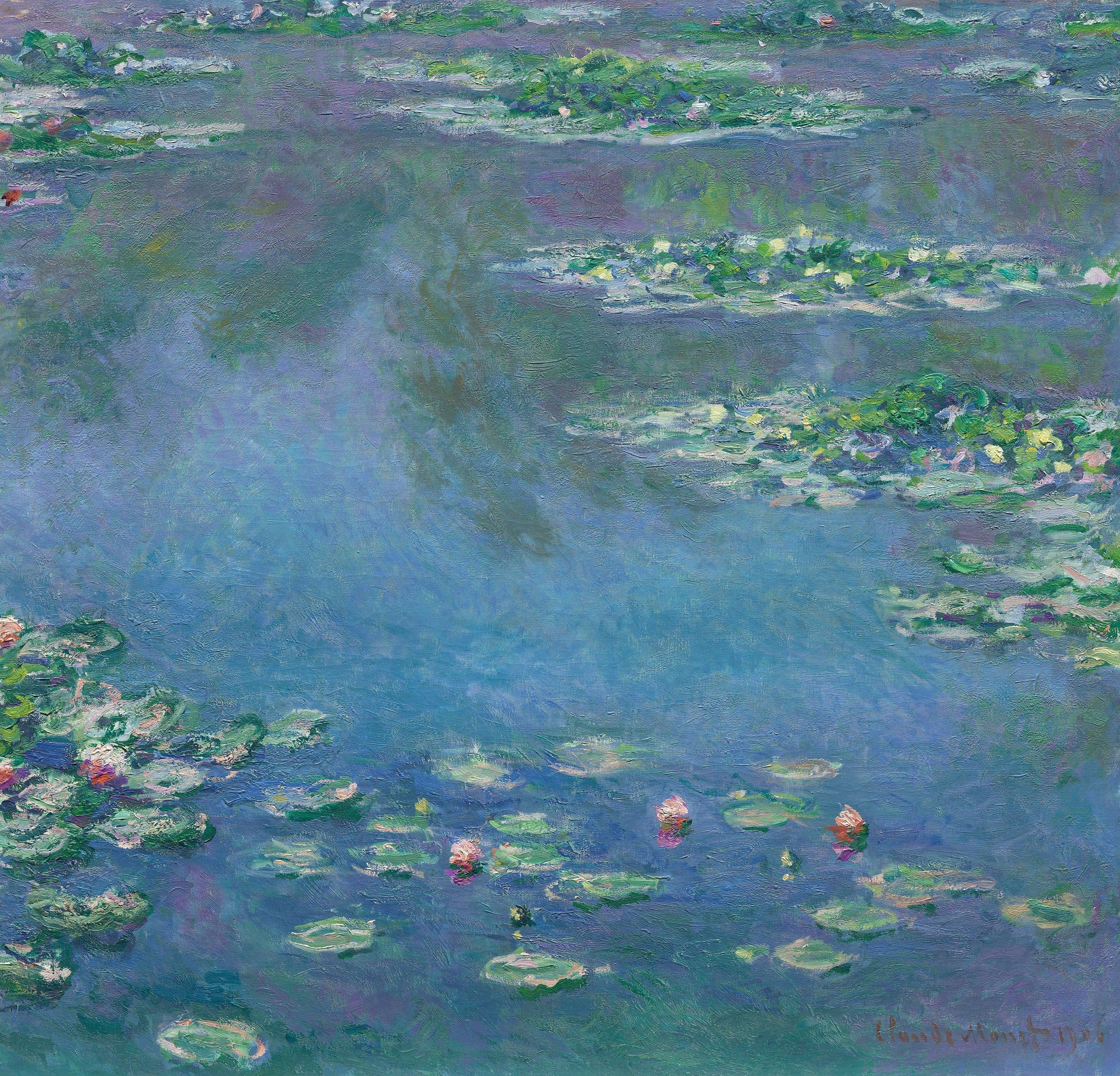
1906, 87,6 × 92,7 cm, Art Institute, Chicago
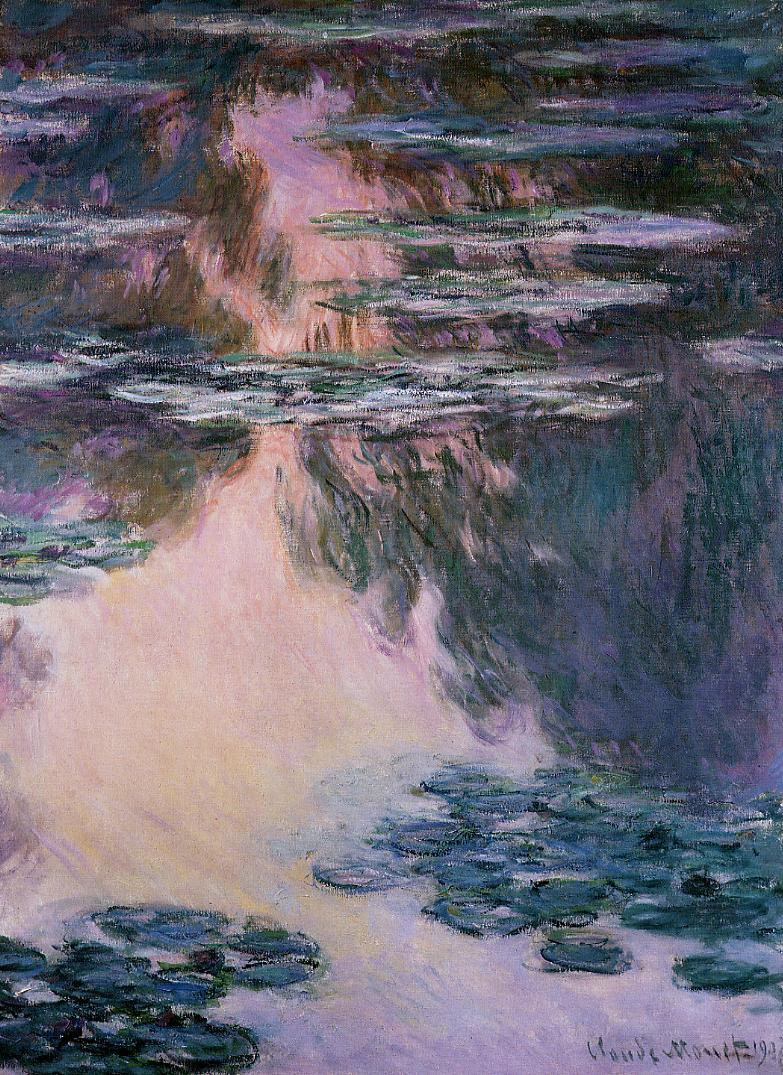
1907, Bridgestone Bijutsukan, Tokio
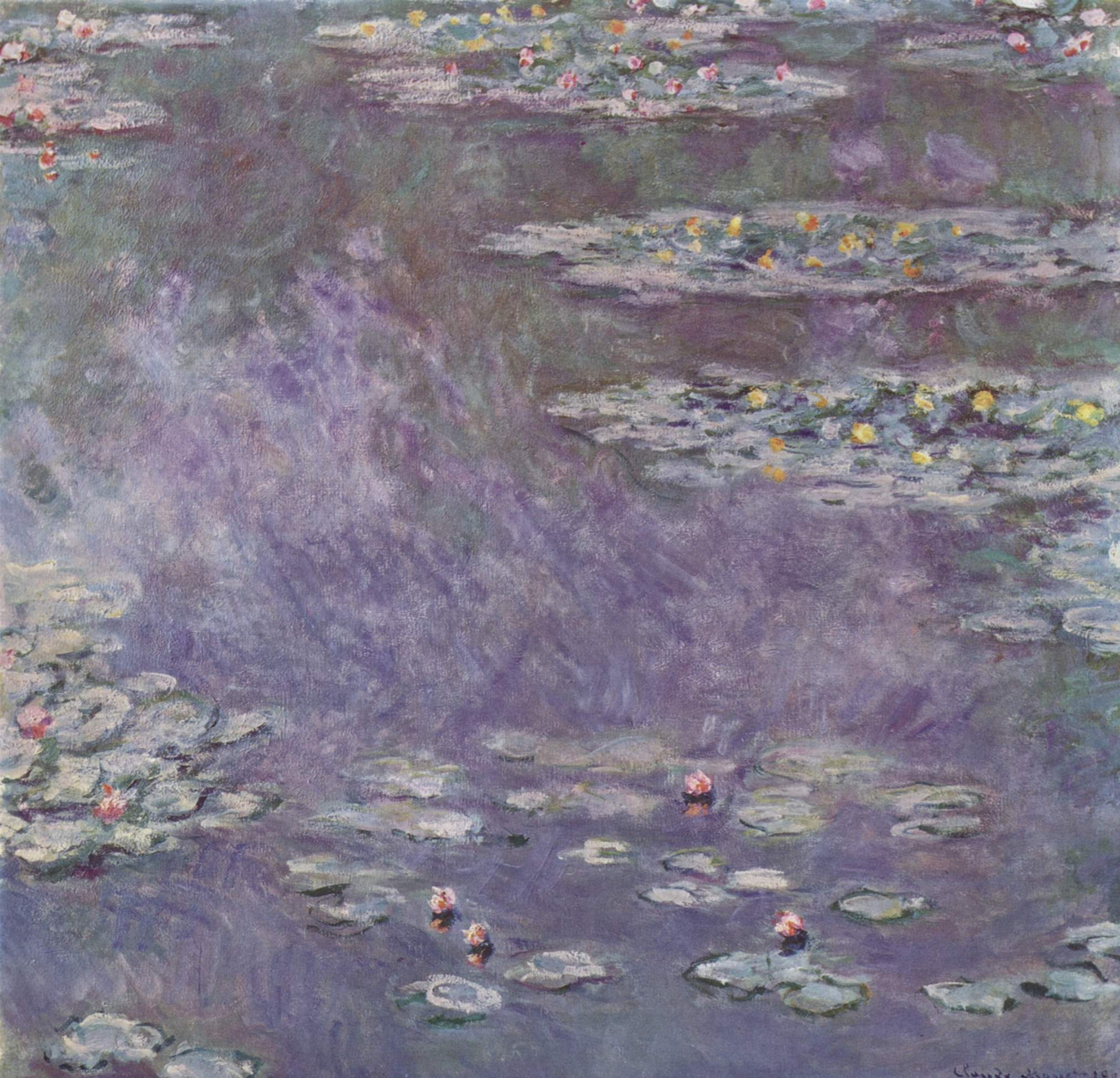
1908, 90 × 92 cm, kolekcja prywatna
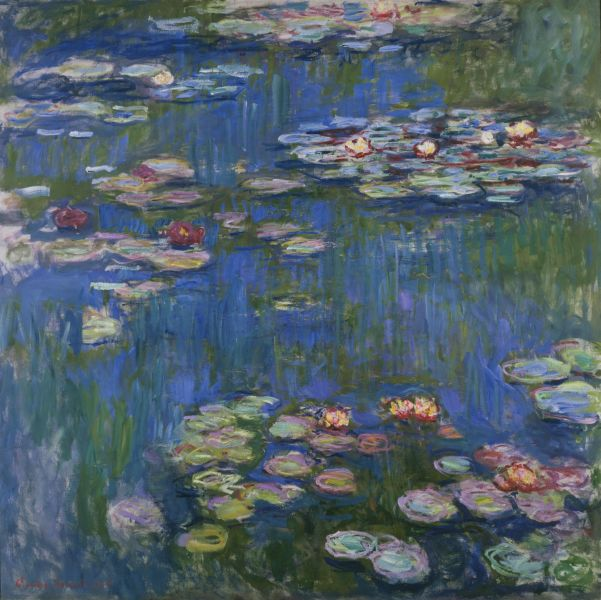
1916, 200,5 × 201 cm, National Museum of Western Art, Tokio
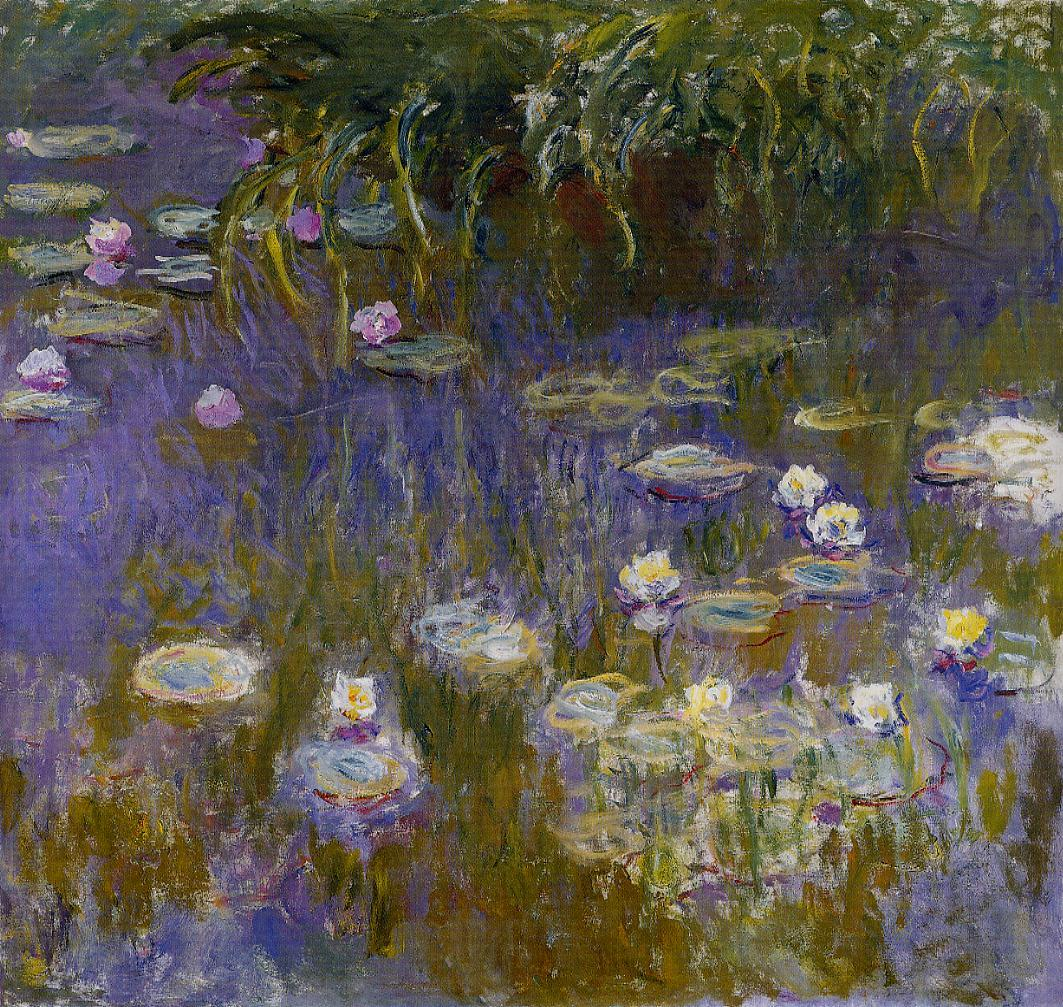
1914–1917, Toledo Museum of Art (Ohio)
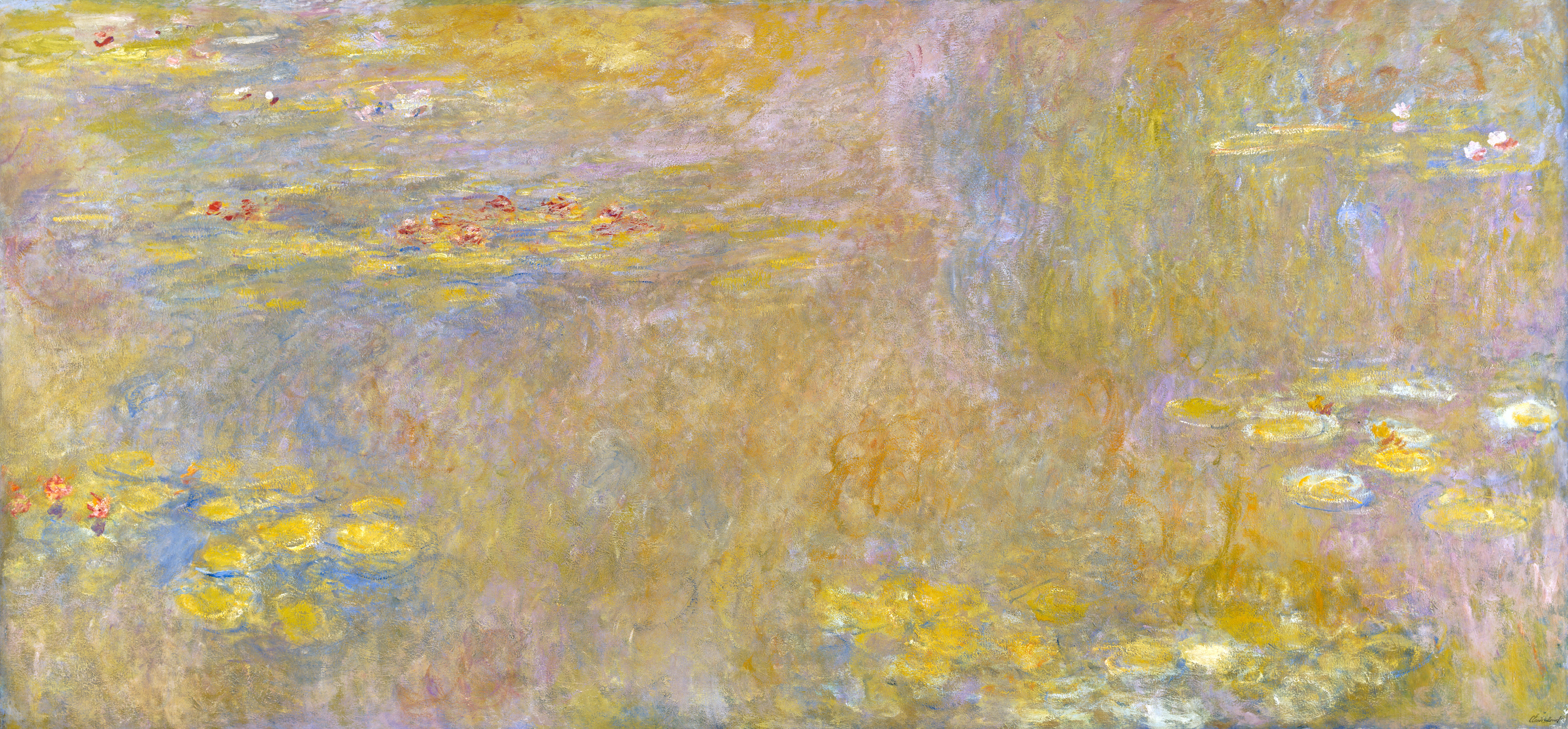
ok. 1920, 200 × 427 cm, National Gallery w Londynie
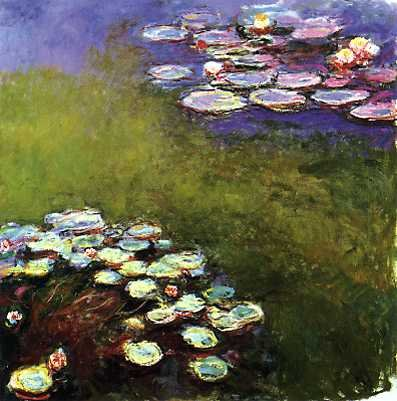
Nympheas, Museé Marmottan w Paryżu
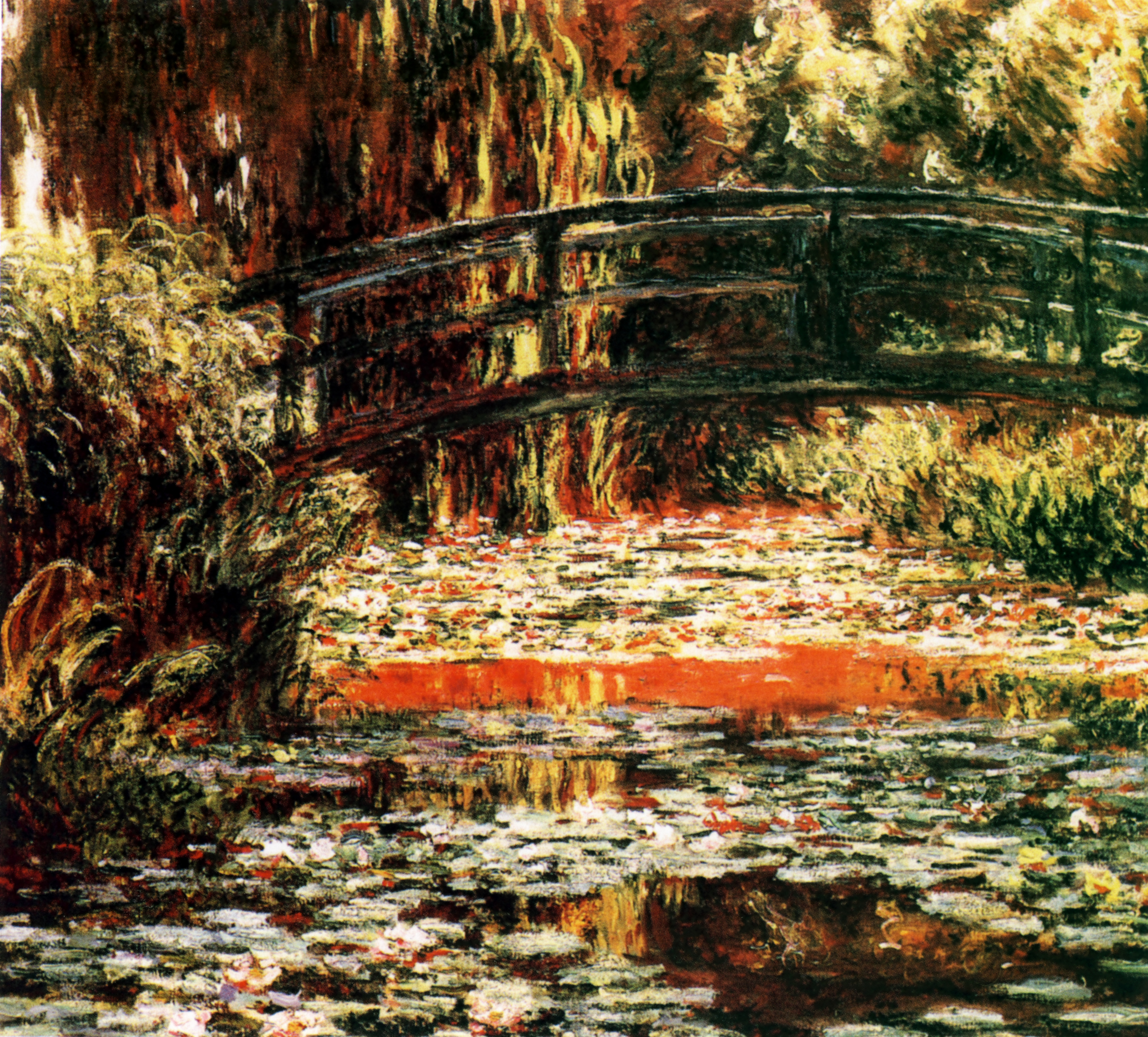
Japoński mostek w Giverny, 1900, 101x89,9, Art Institute, Chicago

### Budynek Parlamentu w Londynie

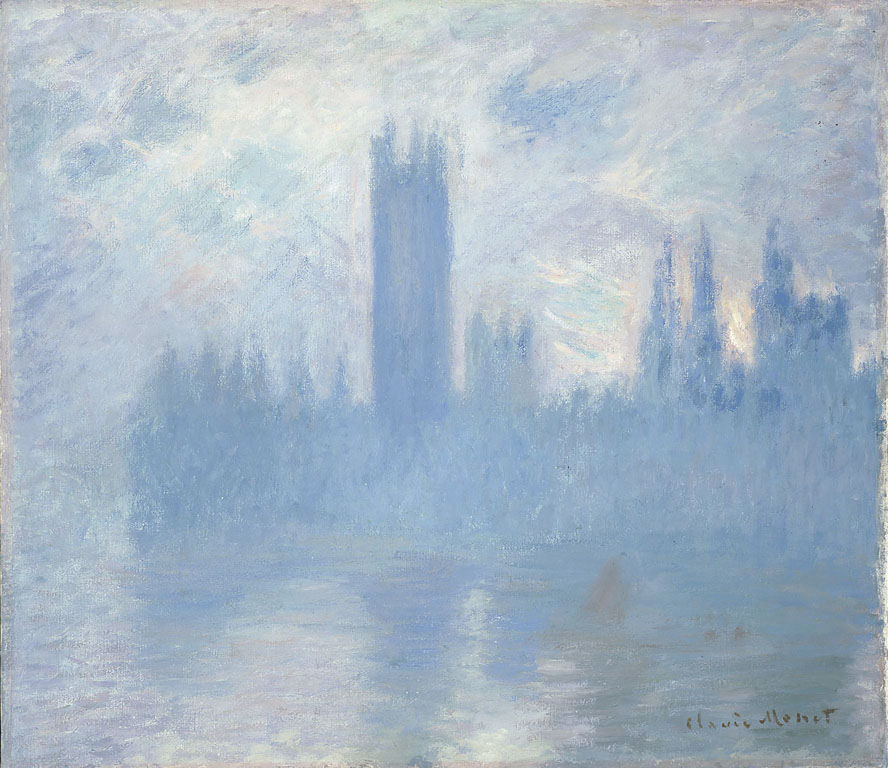
1900-01, 81 × 92 cm, Art Institute, Chicago
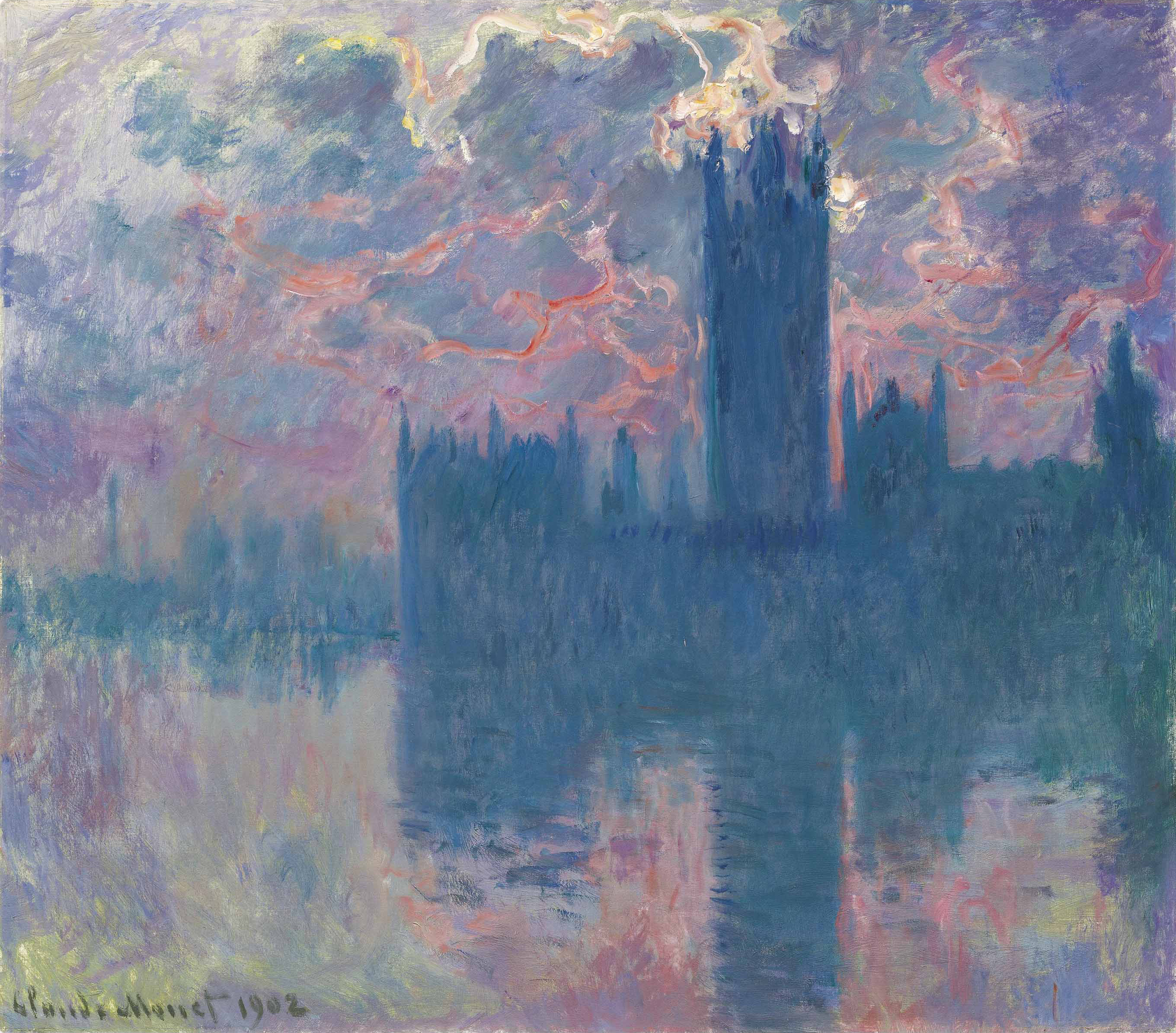
1902, 81,6 × 93 cm, National Gallery w Londynie
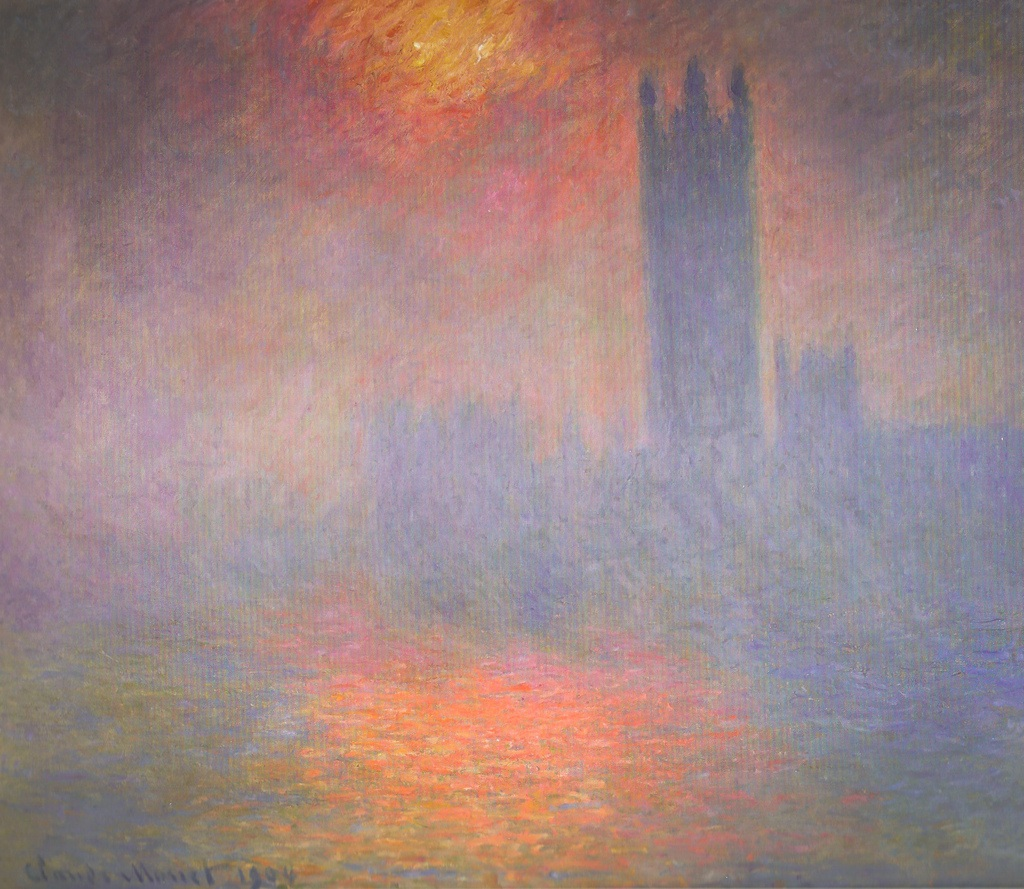
1904, 81 × 92 cm, Muzeum d’Orsay w Paryżu
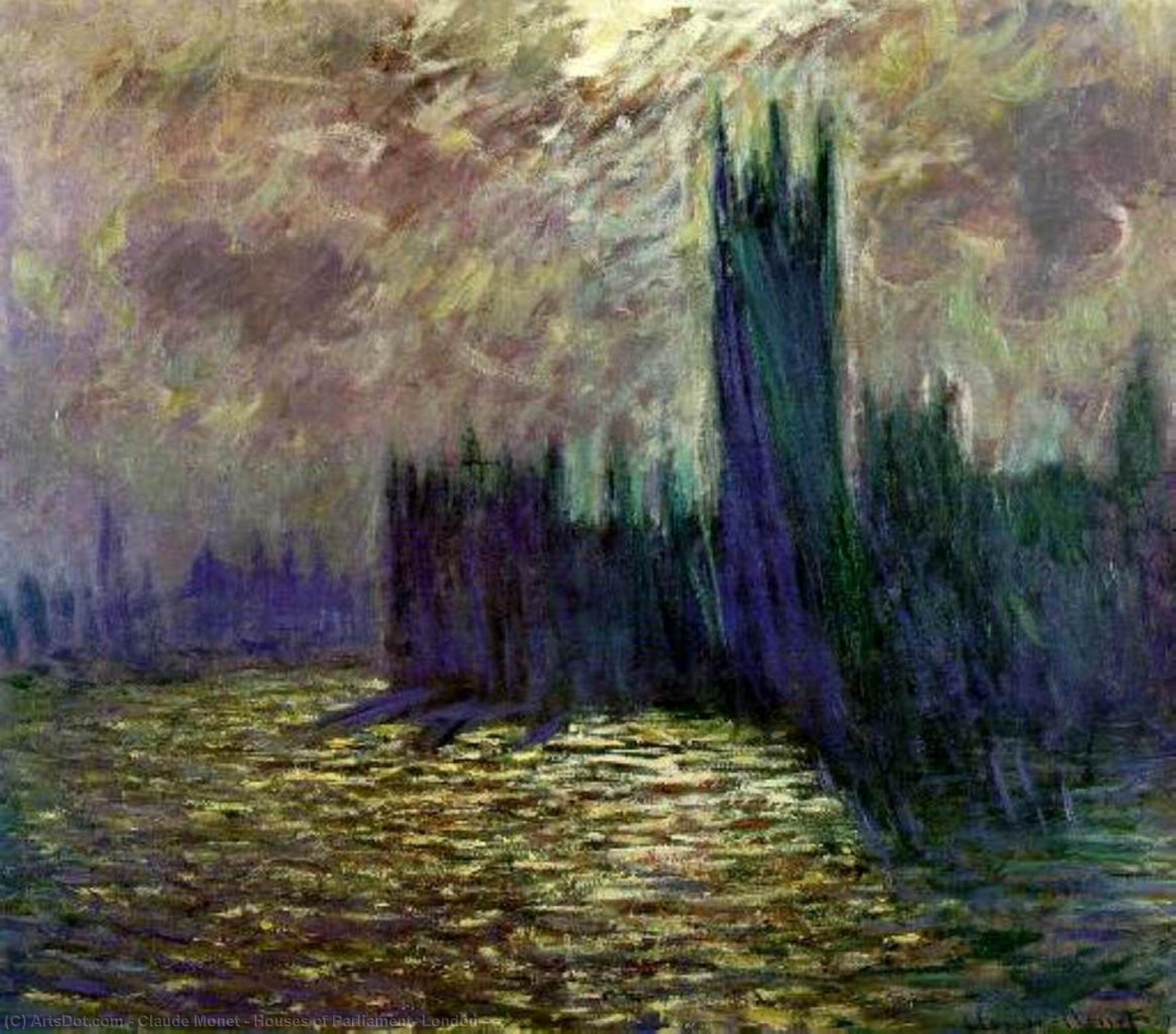
1905, 81 × 92 cm, Museé Marmottan w Paryżu

## Inne dzieła
- Maki, 1875, olej na płótnie 50 × 65 cm, Musée d’Orsay
- Staw z nenufarami:zielona harmonia, 1899, olej na płótnie 89 × 93,5 cm, Musée d’Orsay
- Japoński mostek, ok. 1899, olej na płótnie 92,7 × 73,7 cm, Metropolitan Museum of Art
- Ogród artysty w Giverny, 1900, Musée d’Orsay